# Ruta Estatal de Arizona 189
La Ruta Estatal de Arizona 189, y abreviada SR 189 (en inglés: Arizona State Route 189) es una carretera estatal estadounidense ubicada en el estado de Arizona. La carretera inicia en el sur desde la Carretera Federal 15 en la frontera con México en Nogales hacia el norte en la BL 19     en Nogales. La carretera tiene una longitud de 6 km (3.75 mi).

## Mantenimiento
Al igual que las autopistas interestatales, y las rutas federales y el resto de carreteras estatales, la Ruta Estatal de Arizona 189 es administrada y mantenida por el Departamento de Transporte de Arizona por sus siglas en inglés ADOT.

## Cruces
La Ruta Estatal de Arizona 189 es atravesada principalmente por la  I 19     en Nogales.